# NGC 16
NGC 16 је елиптична галаксија у сазвежђу Пегаз која се налази на NGC листи објеката дубоког неба.
Деклинација објекта је + 27° 43' 48" а ректасцензија 0h 9m 4,2s. Привидна величина (магнитуда) објекта NGC 16 износи 12,0 а фотографска магнитуда 13,0. NGC 16 је још познат и под ознакама UGC 80, MCG 4-1-32, CGCG 477-61, CGCG 478-33, PGC 660.